# Олле Окерлунд
Олле Окерлунд (швед. Olle Åkerlund, 28 вересня 1911 — 4 лютого 1978) — шведський яхтсмен.
Олімпійський чемпіон 1932 року в класі 6 метрів.